# John Reinert Nickelsen
John Reinert Nickelsen (* 28. März 1865 in Braderup/Sylt; † 19. Februar 1950 in Hamburg) war ein deutscher Kunstverglaser und Inhaber einer Werkstatt für Kirchenglasmalereien.

## Leben
John Reinert Nickelsen wurde als einziger Sohn neben sechs Töchtern des gelernten Mützenmachers (auch Fuhrmann, Schlachter und Handelsmann) Ammon Andreas Nickelsen (1828–1925) und dessen Ehefrau Johanna Johannis Nickelsen geb. Nickelsen (1835–1925) geboren. Er besuchte bis zum 12. Lebensjahr eine einklassige Kleinschule in Braderup. Dann zogen die Eltern nach Westerland/Sylt.
Zur finanziellen Entlastung der Eltern fuhr Nickelsen, gerade konfirmiert, im Jahr 1880 mit 15 Jahren nach Hamburg, um bis 1886 auf verschiedenen Schiffen (davon drei Jahre bei der amerikanischen Kriegsmarine) zur See zu fahren.
Bis zum Beginn der dreizehnmonatigen Rekrutenzeit als deutscher Marinesoldat am 1. Oktober 1886 mit späterer Beförderung zum Obermatrosen wurde die Sommerzeit als Anstreicher in Wenningstedt überbrückt. In den Jahren 1890 bis 1894 half er – neben seiner eigenen Tätigkeit als Maler – seinem Vater in dessen Hotel „Dünenhalle“ in Westerland beim „Bedienen, Kegeln, Kartenspielen und sogar beim Tanz.“ Er rettete seinen Vater vor dem Konkurs, übernahm das Hotel „Dünenhalle“, benannte es in „Hotel Union“ um und wurde dadurch „nebenher dörflicher Hotelier“, bis er das Hotel im Frühjahr 1899 für 4.300 Mark verkaufte.

## Familie
Nickelsen heiratete am 20. März 1897 in Westerland Clara Helene Alwine Kopff (* 7. Juni 1865 in Hamburg; † 14. November 1950 in  Hamburg), mit der er fünf Söhne hatte.
Die Eheleute wohnten anfänglich in Westerland in einem eigenen Haus (Ecke Friedrich- und Elisabethstraße), zogen im Herbst 1902 nach Hamburg und erwarben dort im Jahr 1904 ein Haus in Hamburg-Rotherbaum, Badestraße 29, zum Preis von 50.000 Mark.
Die drei ältesten Söhne John Alwin (* 21. Januar 1898 Westerland; † Februar 1992 New York), Harald Günther (* 22. April 1900 Westerland; † 29. März 1992 Rochelle Park, Bergen, New Jersey/USA) und Ralf Edgar („Mische“, * 2. Februar 1903 Hamburg; † 8. Dezember 1990 Gloucester (Massachusetts)) wanderten wegen beruflicher Perspektivlosigkeit nach dem Ersten Weltkrieg zwischen 1922 und 1930 in die USA aus und übten dort ebenfalls das Handwerk der Glasmalerei erfolgreich aus. Es hat den Anschein, als ob der ebenfalls ausgewanderte Sohn Hubert Olaf Nickelsen (* 4. Februar 1905 Hamburg; † 13. Januar 2000 Saratoga, Santa Clara Valley, Kalifornien/USA) als Forschungschemiker für Universal Atlas Cement, einer Tochtergesellschaft der United States Steel Corp. in Pittsburgh arbeitete. Der jüngste Sohn Harro Sigurd (* 18. Juli 1907 Hamburg; † 9. August 1990) übernahm den väterlichen Betrieb in Hamburg. Dessen Sohn Gunnar Nickelsen löste die Werkstatt im Jahr 1990 auf.

## Werdegang
Nickelsen muss als Autodidakt bezeichnet werden, da er weder länger eine Ausbildung genossen noch eine Ausbildung mit einem offiziellen Abschluss beendet hat. Nach der vorzeitigen Entlassung aus dem Militärdienst wegen zu großen Mannschaftsbestandes im Herbst 1887 erfolgte eine Anstellung in einer Färberei in Chemnitz, um dann ab Ostern 1888 eine Lehre bei der Malerei Panizza & Röder in Chemnitz mit zusätzlichem Besuch der Fachschule für Malerlehrlinge in Chemnitz zu beginnen. Nickelsen brach nach einem Streit mit dem Lehrherrn die Lehre ab und war dann einige Monate bis Dezember 1889 in Berlin als Gehilfe in der Malerbranche tätig.
Nickelsen machte sich von 1890 bis 1894 als Malermeister in Westerland selbständig. Er übernahm im Jahr 1895 die Werkstatt eines alten Glasermeisters in Westerland mit der Absicht, Bleiverglasungen anzufertigen. Nickelsen besorgte im Jahr 1896 – nach einem zweitägigen Kurzlehrgang bei Karl Engelbrecht in Hamburg – das nötige Werkzeug für die Bleiverglasung, ließ einen Bleiverglaser kommen „und los ging es mit der Kunstverglasung. Ich machte in Westerland großen Klamauk, wer noch etwas Geld besaß, wurde zur Anschaffung einer Bleiverglasung angeregt.“ Er stellte „kleine Sylter Landschaften und Seestücke in Bleiverglasung“ her, die an Sylter Sommergäste verkauft wurden. Ungefähr zur gleichen Zeit ließ er sich nach Anordnung eines alten Hamburger Glasmalers „bei einem Schlosser einen eisernen Ofen bauen (Glas-Brennofen)“, um sich so unter Zuhilfenahme eines Gehilfen mit der Technik der Glasmalerei vertraut zu werden. In Hamburg lernte er – wiederum von einem Gehilfen – noch zusätzlich die Herstellung von Mosaiken. Er inserierte im Jahr 1900 in der Sylter Kurzeitung als „Kunstgewerbliche Anstalt für Glasdekoration.“ Im Winter 1899/1900 besuchte Nickelsen in Hamburg die Kunstgewerbeschule, wo er Ornament- und Aktstudien betrieb.
Nickelsen lehnte im Sommer 1902 eine Anfrage von Gustav Dorén ab, ob er als voller Teilhaber in die bekannte Hamburger Firma des gerade verstorbenen Glasmalers Karl Engelbrecht eintreten wolle. Er benannte nach der Umsiedlung im Jahr 1902 nach Hamburg seinen Betrieb in Hamburg „Nordische Kunst-Anstalt für Glas-Decoration John Nickelsen in Hamburg“. Er erwarb 1908 auch die „Norddeutsche Glasätzerei und Schilder-Fabrik von B. Hackmann & Co.“, Hamburg-Eppendorf, Eppendorfer Landstraße. Seine Werkstatt war im umgebauten Keller seines im Jahr 1904 erworbenen Hauses in Hamburg-Rotherbaum, Badestraße 29 untergebracht.

## Zusammenarbeit
Nickelsen arbeitete mit dem deutschen Hersteller von Glasmosaiken und Glasmalereien, Puhl & Wagner, Berlin, zusammen, indem er Bestellungen seiner Auftraggeber dort als „Bausätze“ in Unterauftrag gab.
Er arbeitete mit folgenden Architekten beim Entwerfen und/oder bei der Ausführung von Kirchenfenstern zusammen:
- mit Hugo Groothoff, 1851–1918: Dreieinigkeitskirche (Hamburg-Allermöhe), 1914;
- mit Camillo Günther, 1881–1958: Auferstehungskirche (Hamburg-Barmbek), 1925, Entwurf: Axel Bünz;
- mit Heinrich Bomhoff 1878–1949: Sachsenwaldschule Gymnasium Reinbek, 1925/25 und Bismarck-Gedächtnis-Kirche in Aumühle, 1930;
- mit Bernhard Hopp 1893–1962: Lutherkirche (Hamburg-Wellingsbüttel), 1937, Entwurf: Bernhard Hopp und Sigrid Schlytter, und Kirche St. Lukas (Hamburg-Fuhlsbüttel), 1938, Entwurf: Bernhard Hopp.

Er fertigte Auftragsarbeiten für diverse Firmen (u. a. Gebr. Merz, Hamburg, Grimm 32, Baumaterialien) an. Die Zusammenarbeit mit dem Architekten Bernhard Hopp war zeitweilig so eng, dass in der Werkstatt in Hamburg 36, Badestraße 29 von Januar 1930 bis zum Jahr 1933 auch die „Werkstätte für kirchliche Kunst im Rauhen Hause“ unter der Leitung von Bernhard Hopp untergebracht war. Es ist auch eine Zusammenarbeit von John Reinert Nickelsen und dessen Sohn Harro Sigurd Nickelsen mit dem Lithografen, Zeichner und Maler A. Paul Weber (1893–1980) nachweisbar. Weber wiederum nahm in den Jahren 1933 bis 1936 die künstlerische Ausgestaltung für eine Vielzahl von Höfen (z. B. Gut Thansen) von Alfred Toepfer vor.

## Werke
Selbst entworfene Werke:
- Katholische Kapelle in Westerland, Neue Straße (Ausmalung und Verglasung mit farbigem Kathedralglas, 1896). - Ansgarkirche in Hamburg-Langenhorn (4 hohe Seitenfenster und Fensterreihe des Gemeindesaals).
- Kurhaus in Westerland (Bleifenster, 1897). - Hotel und Restaurant „Seestern“ in Westerland (Inh. Heinrich Dührkop, Malerarbeiten und Bleiverglasungen, 1900). – Auktionator Louis Bock & Sohn, Hamburg, Große Bleichen 34 (Fenster für den Kunstausstellungsraum, 1901).
- Treppenfenster der Hamburger Kontorhäuser „Semper-Haus“ (1905/06), „Streit‘s Hof“ (1908/09), „Rappolthaus“ (1911/12), „Ballinhaus“ (1912–1923), „Gutrufhaus“ (1913/14), „Kontorhaus Stubbenhuk“ (1923/25).

- Glasdecken sämtlicher Luxus-Dampfer der Hamburg Süd bis 1927 (zuletzt „Cap Arcona“).
- Bleiglasfenster in Lichtspieltheatern:
  - „Licht- und Tonbild-Bühne Waterloo-Theater“ (um 1909, heute im „Hamburger Raum“ des Restaurants Landhaus Scherrer)
  - „Hamburger Lichtspielbühne“, Steindamm (um 1930).
- Glasmalereien im Rathaus Hamburg-Bergedorf.
- Glasgemälde (die Rungholtsage) in der Warmbadeanstalt in Westerland (1909).
- Goldmosaikarbeiten im Hamburger Museum für Völkerkunde (um 1912).

Ausführende Werkstatt für fremde Entwürfe:
- Kirche St. Jürgen, Frischwassertal 18, 25992 List/Sylt (1935).
- Hotel Erkenhof, 24103 Kiel, Dänische Straße 12 (Florida-Bar im Keller), Glasgemälde „Münchhausen“ (Entwurf: A. Paul Weber; Ausführung: Harro Sigurd Nickelsen, 1960).
- St.-Nicolai-Kirche, Kirchenweg 1, 25821 Bredstedt (Entwurf: Otto Thämer, Ausführung: Harro Sigurd Nickelsen, 1964).

## Ausstellungen
Nickelsen erhielt auf der internationalen Ausstellung in Buenos Aires anlässlich der argentinischen Hundertjahrfeier im Jahr 1910 ein Ehrendiplom.

## Auszeichnung
Nickelsen wurde für die am 31. Oktober 1890 zusammen mit anderen Personen erfolgte Rettung eines Schiffsjungen eines am Roten Kliff (Steilküste zwischen Wenningstedt und Kampen/Sylt) auf Grund gelaufenen und in Seenot geratenen Schiffes von der Deutschen Gesellschaft zur Rettung Schiffbrüchiger mit der silbernen Rettungsmedaille ausgezeichnet.